# Dagmar Unverhau
Dagmar Aenne Unverhau (* 30. April 1944 in Frankfurt (Oder)) ist eine deutsche Archivarin und Historikerin.

## Leben und Wirken
Dagmar Unverhau studierte an der Universität Hamburg Mittlere und Neuere Geschichte, Kunstgeschichte, Politikwissenschaft, Slawistik und Pädagogik und promovierte dort 1969 mit einer Arbeit aus dem Bereich Geschichte des Mittelalters. Das Staatsexamen für den höheren Schuldienst legte sie 1970 ab. Von 1970 bis 1971 war sie wissenschaftliche Angestellte am Landesarchiv Schleswig-Holstein in Schleswig und trat dann als Archivreferendarin in die Ausbildung zum höheren Archivdienst ein. Im Jahre 1973 absolvierte sie an der Archivschule Marburg die Fachprüfung hierfür. Anschließend war sie bis 1990 wissenschaftliche Archivarin am Landesarchiv Schleswig-Holstein. 1990 wurde sie Direktorin des Landesarchivs Berlin, wechselte jedoch ein Jahr später (1991) als Abteilungspräsidentin an die Abteilung Archiv des Bundesbeauftragten für die Stasi-Unterlagen in Berlin. Zum 30. April 2009 trat sie in den Ruhestand.
In ihren zahlreichen Veröffentlichungen beschäftigt sich Dagmar Unverhau u. a. mit der Hexenforschung, der Geschichte der Kartographie und Kartenverfälschungen sowie mit den Quellen im Archiv der DDR-Staatssicherheit. Außerdem arbeitet sie über die Ur- und Frühgeschichte in Kiel (Gustav Schwantes, Johanna Mestorf).

## Veröffentlichungen (Auswahl)
- Approbatio - Reprobatio. Studien zum päpstlichen Mitspracherecht bei Kaiserkrönung und Königswahl vom Investiturstreit bis zum ersten Prozeß Johanns XXII. gegen Ludwig IV. (= Historische Studien, Bd. 424). Matthiesen, Lübeck 1973 (= Dissertation Universität Hamburg).
- Von "Toverschen" und "Kunstfruwen" in Schleswig 1548–1557. Quellen und Interpretationen zur Geschichte des Zauber- und Hexenwesens. Schleswiger Druck- und Verlagshaus, Schleswig 1980, ISBN 3-88242-059-6.
- Aufruhr und Rebellion im Amt Bergedorf wegen eines Zauberers und dreier Zauberinnen im Jahre 1612. In: Zeitschrift des Vereins für Hamburgische Geschichte, Bd. 68 (1982), S. 1–22.
- (Hrsg., mit Christian Degn u. Hartmut Lehmann): Hexenprozesse. Deutsche und skandinavische Beiträge (= Studien zur Volkskunde und Kulturgeschichte Schleswig-Holsteins, Bd. 12). Wachholtz, Neumünster 1983, ISBN 3-529-02461-9.
- Das Danewerk 1842. Beschreibung und Aufmaß. Wachholtz, Neumünster 1988, ISBN 3-529-01832-5.
- Volksglaube und Aberglaube als glaubensmäßig nichtsanktionierte Magie auf dem Hintergrund des dämonologischen Hexenbegriffs der Verfolgungszeit. In: Peter Dinzelbacher/Dieter R. Bauer (Hrsg.): Volksreligion im hohen und späten Mittelalter (= Quellen und Forschungen aus dem Gebiete der Geschichte, N.F., Bd. 13). Paderborn, Schöningh 1990, S. 375–396, ISBN 3-506-73263-3.
- Johann Daniel Majors "Museum Cimbricum" als Beispiel einer Gelehrtensammlung. In: Frank Lubowitz (Hrsg.): Mare Balticum. Beiträge zur Geschichte des Ostseeraums in Mittelalter und Neuzeit. Festschrift zum 65. Geburtstag von Erich Hoffmann (= Kieler historische Studien, Bd. 36). Thorbecke, Sigmaringen 1992, S. 245–260, ISBN 3-7995-7069-1.
- "Alles sehen, alles hören, nichts wissen"? Zur archivischen Hinterlassenschaft der Staatssicherheit. In: Leonore Siegele-Wenschkewitz (Hrsg.): Die evangelischen Kirchen und der SED-Staat -ein Thema kirchlicher Zeitgeschichte (= Arnoldshainer Texte, Bd. 77). Haag und Herchen, Frankfurt/M. 1993, S. 26–77, ISBN 3-89228-959-X.
- (Hrsg. u. Mitautorin): Das Danewerk in der Kartographiegeschichte Nordeuropas. Wachholtz, Neumünster 1993, ISBN 3-529-01840-6.
- Stormarn in alten Karten und Beschreibungen. Ein Beitrag zur "Newen Landesbeschreibung der zwey Hertzogthümer Schleswich und Holstein" (1652) von Caspar Danckwerth und Johannes Mejer. Wachholtz, Neumünster 1994, ISBN 3-529-01832-5.
- Das "NS-Archiv" des Ministeriums für Staatssicherheit. Stationen einer Entwicklung (= Archiv zur DDR-Staatssicherheit, Bd. 1). Lit, Münster 1998, ISBN 3-8258-3512-X.
- (Hrsg.): Das Stasi-Unterlagen-Gesetz im Lichte von Datenschutz und Archivgesetzgebung (= Archiv zur DDR-Staatssicherheit, Bd. 2). Lit, Münster 1998, ISBN 3-8258-3924-9.
- (Hrsg.): Lustration, Aktenöffnung, demokratischer Umbruch in Polen, Tschechien, der Slowakei und Ungarn (= Archiv zur DDR-Staatssicherheit, Bd. 3). Lit, Münster 1999, ISBN 3-8258-4515-X.
- (mit Sabine Gries): Kindesmißhandlungen und Kindestötungen in der DDR. Eine Auseinandersetzung mit DDR-Quellen. In: Heiner Zimmermann (Hrsg.): Die DDR - Politik und Ideologie als Instrument (= Dokumente und Schriften der Europäischen Akademie Otzenhausen, Bd. 86). Duncker und Humblot, Berlin 1999, S. 805–838, ISBN 3-428-09553-7.
- (Hrsg.): "Hochachtungsvoll Ihrer Autorität ergebenster Gustav Schwantes". Der Briefwechsel zwischen Gustav Schwantes und Johanna Mestorf 1899 bis 1909 und seine Verwendung im Prioritätsstreit mit Friedrich Knorr (= Schriften des Archäologischen Landesmuseums, Bd. 5). Wachholtz, Neumünster 2000, ISBN 3-529-01826-0.
- (Hrsg.): Kartenverfälschung als Folge übergroßer Geheimhaltung? Eine Annäherung an das Thema Einflußnahme der Staatssicherheit auf das Kartenwesen der DDR (= Archiv zur DDR-Staatssicherheit, Bd. 5). 2. Aufl. Lit, Münster 2003, ISBN 3-8258-5964-9.
- (Hrsg.): Geschichtsdeutung auf alten Karten. Archäologie und Geschichte (= Wolfenbütteler Forschungen, Bd. 101). Harrassowitz, Wiesbaden 2003, ISBN 3-447-04813-1.
- (Hrsg.): Hatte "Janus" eine Chance? Das Ende der DDR und die Sicherung einer Zukunft der Vergangenheit (= Archiv zur DDR-Staatssicherheit, Bd. 6). Lit, Münster 2003, ISBN 3-8258-7120-7.
- (Hrsg.): State security and mapping in the GDR. Map falsification as a consequence of excessive secrecy? (= Archiv zur DDR-Staatssicherheit, Bd. 7). Lit, Münster 2006, ISBN 978-3-8258-9039-1.
- Die Topographische Karte "Ausgabe für die Volkswirtschaft". Staatssicherheit und Kartenverfälschung in der DDR. In: Vermessung Brandenburg, Bd. 11, 2006, S. 44–53.
- (Hrsg.): Geheimhaltung und Staatssicherheit. Zur Kartographie des Kalten Krieges. Zwei Bände (= Archiv zur DDR-Staatssicherheit, Bd. 9,1 u. 9,2). Lit-Verlag, Berlin 2009, ISBN 978-3-643-10070-2.
- Ein anderes Frauenleben. Johanna Mestorf (1828–1909) und "ihr" Museum Vaterländischer Altertümer bei der Universität Kiel (= Schriften des Archäologischen Landesmuseums, Bd. 13). Drei Teile. Wachholtz, Neumünster 2015, ISBN 978-3-529-01807-7.